# Lithiumtetramethylpiperidide
Lithiumtetramethylpiperidide (doorgaans afgekort tot LTMP) is een organische verbinding met als brutoformule C9H18LiN. Het is een organische niet-nucleofiele base, vergelijkbaar met lithiumdi-isopropylamide. De pKa bedraagt 37. De verbinding wordt commercieel verhandeld als oplossing in THF of ethylbenzeen.

## Synthese
Lithiumtetramethylpiperidide kan bereid worden door reactie van 2,2,6,6-tetramethylpiperidine met n-butyllithium bij 0°C:
{\displaystyle {\ce {C9H19N + C4H9Li -> C9H18NLi + C4H10}}}

## Toepassingen
Lithiumtetramethylpiperidide wordt hoofdzakelijk ingezet bij het deprotoneren van organische verbindingen. Zo wordt het gebruikt bij de vorming van enolaten. Door de grote sterische hindering is het stikstofanion zeer weinig nucleofiel.